# Ras al-Hilal
Ras al-Hilal (arab. رأس الهلال, Ra’s al-Hilāl) – wieś w północno-wschodniej Libii, w gminie Darna, u wybrzeży Morza Śródziemnego, u podnóża gór Al-Dżabal al-Achdar, zlokalizowana w odległości 55 km na północny wschód od miasta Al-Bajda. W 2006 roku zamieszkiwało ją ok. 2 tys. mieszkańców.
Miejscowość słynie z lesistych plaż. Jest to wyjątek na libijskim wybrzeżu, ponieważ większość plaż ma charakter piaszczysto-kamienisty. Dodatkową atrakcję stanowią znajdujące się w pobliskich górach wodospady.